# Bandiera dell'Arkansas
La bandiera dell'Arkansas è composta da un diamante, su sfondo rosso, rappresentante le miniere di diamante dello Stato. Le venticinque stelle bianche all'interno del bordo blu fanno riferimento al fatto che l'Arkansas è stato il 25º Stato a far parte degli Stati Uniti d'America. All'interno, su sfondo bianco, vi è la scritta in blu ARKANSAS circondata da 4 stelle dello stesso colore. La stella sopra la scritta rappresenta gli Stati Confederati d'America, mentre le tre stelle che si trovano sotto hanno tre significati: le nazioni alle quali l'Arkansas è appartenuto (Spagna, Francia e Stati Uniti), l'anno (1803) della vendita della Louisiana e l'Arkansas è stato il terzo Stato ad essere formato con la vendita (dopo Louisiana e Missouri).
La bandiera, disegnata da Willie Kavanaugh Hocker di Wabbaseka, fu scelta nel 1912, in seguito a un concorso pubblico.